# Guy Taittinger
Pour les autres membres de la famille, voir Famille Taittinger.
 (septembre 2013).
Si vous disposez d'ouvrages ou d'articles de référence ou si vous connaissez des sites web de qualité traitant du thème abordé ici, merci de compléter l'article en donnant les références utiles à sa vérifiabilité et en les liant à la section « Notes et références ».
Guy Napoléon Taittinger, né à Saintes le 17 août 1918 et mort à Paris le 12 octobre 1978, est un entrepreneur français. Il est le fils de l'industriel et homme politique Pierre Taittinger et de la première épouse de celui-ci, Gabrielle Guillet (1893-1924).

## Biographie
Etude au collège Stanislas à Paris, Licencié en droit à la faculté de droit de Paris, diplômé de l’Institut d'études politiques de Paris (1939) et Officier de l'Ecole de Cavalerie de Saumur, sa carrière au sein de nombreux conseils d’administration, est à l’image de celle de ses frères : président-directeur général de la société des Champagnes Taittinger, président-directeur général de la banque Worms en 1974 et de diverses sociétés (Comindus, S.P.E.G., compagnie d’assurance du groupe « La Foncière – La Préservatrice « ), président de la Société du Louvre, fondateur et directeur général de la Société des Hôtels Concorde, cofondateur avec Christian de Fels et Roger Paluel-Marmont de la Banque de Gestion Privée (BGP), administrateur de nombreuses sociétés françaises (dont la banque de l'Union française) et étrangères (dont les Generali à Trieste).
Il a œuvré à un rapprochement entre La Préservatrice et la Banque Worms dont il deviendra associé-gérant,,.
En 1965, il est nommé président de la société du Louvre et des Grands Magasins du Louvre, après le décès de son père, Pierre Taittinger.
En 1970, l’enseigne Concorde Hôtels & Resorts est créée par Guy Taittinger : elle rassemble les hôtels de prestige de la Société du Louvre, dont la famille Taittinger est le principe actionnaire. Le Crillon, au même titre que le Lutetia ou le Grand Hôtel du Louvre, en fait partie.
La grande réalisation hôtelière de Guy Taittinger est le Concorde Lafayette, premier hôtel de 1000 chambres dans la capitale. La construction en fut lancée en septembre 1971 et l'inauguration eut lieu en avril 1974.
Guy Taittinger est officier de la Légion d'honneur et chevalier du Mérite agricole.
Proche de Jacques Chirac, il contribua à la création du RPR le 5 décembre 1976.

### Vie privée
Il épouse le 27 janvier 1943, à Paris 16e, Monique Louise Marie Geneviève Thérèse Gaston-Breton (née le 18 juin 1921, à Paris, et morte le 27 octobre 2012, à Paris), fondatrice d'organismes sociaux et de bienfaisance et, à ce titre, récompensée de la Médaille de Vermeil de la Ville de Paris en 1983 et fondatrice en 1986 du « Club Historique et Gourmand » à Paris ; elle était la fille de Gaston Breton, vice-président de la compagnie des Chargeurs Réunis et administrateur de sociétés, et de son épouse Madeleine Breton (née Jovignot).
De cette union sont nés trois enfants, Michel Taittinger (né en 1944), Marie-Caroline Taittinger (née en 1946, épouse Frerejean) et Thierry Taittinger (né en 1953).
Guy Taittinger meurt des suites d'un cancer en 1978.